# Třída Bad Bramstedt
Třída Bad Bramstedt je třída oceánských hlídkových lodí provozovaných německou Spolkovou policií. Celkem byly do služby zařazeny tři jednotky této třídy. Operují v Baltském a Severním moři.

## Pozadí vzniku
Trojici hlídkových lodí této třídy postavila v letech 2000–2003 německá loděnice Abeking & Rasmussen v Lemwerderu. Objednány byly roku 2000 jako náhrada dosluhující třídy Neustadt.
Jednotky třídy Bad Bramstedt:
| Jméno                 | Hlavní základna | Vstup do služby | Status  |
| --------------------- | --------------- | --------------- | ------- |
| Bad Bramstedt (BP 24) | Cuxhaven        | prosinec 2002   | aktivní |
| Bayreuth (BP 25)      | Cuxhaven        | květen 2003     | aktivní |
| Eschwege (BP 26)      | Warnemünde      | prosinec 2003   | aktivní |

## Konstrukce

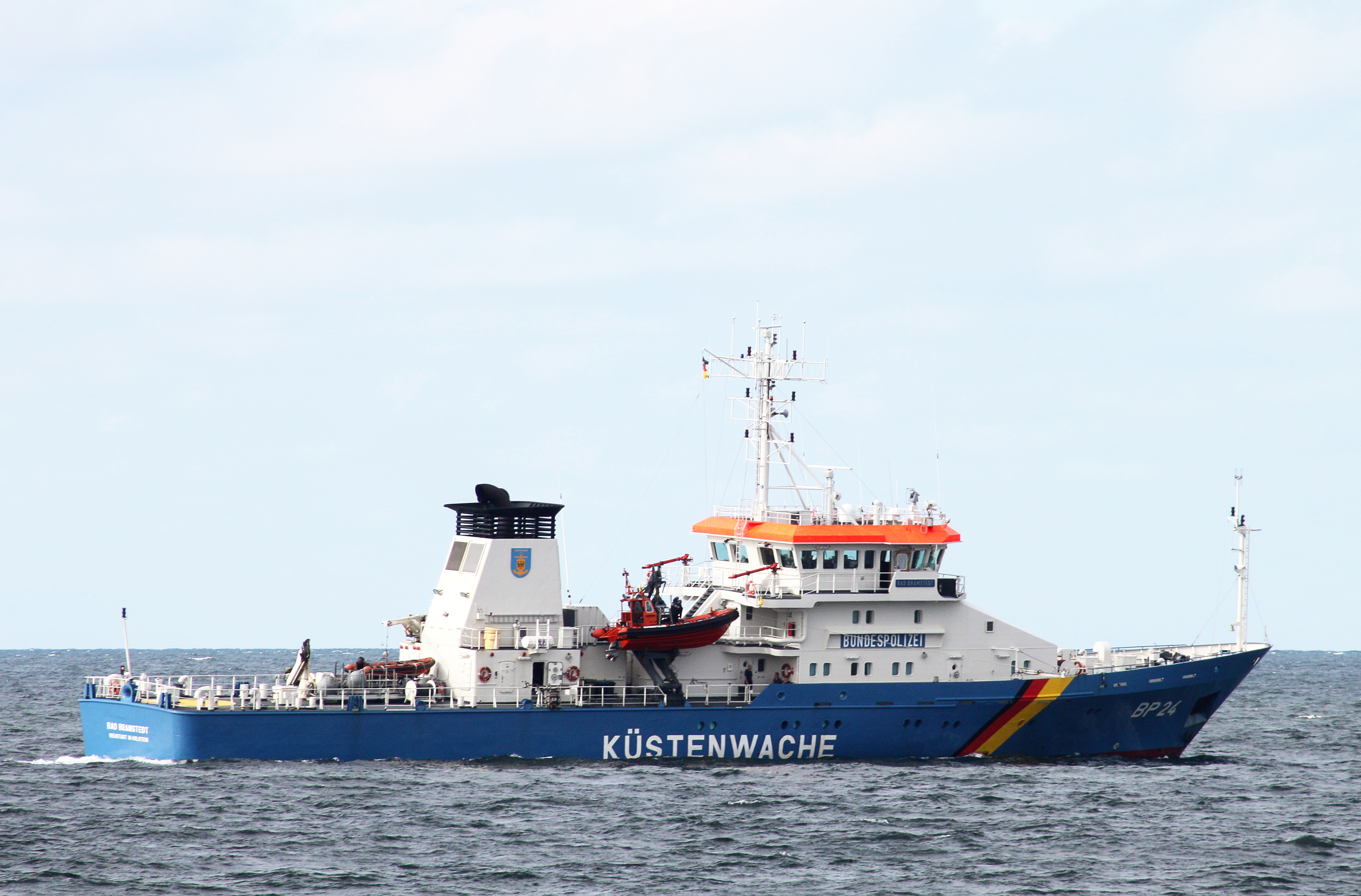
Bad Bramstedt (BP 24) opouští Heligoland

Plavidla nejsou ozbrojena. Dieselelektrický pohonný systém kombinuje jeden diesel MTU 16V 1163 TB73L o výkonu 5200 kW (6973 hp) pro plavbu vysokou rychlostí a jeden elektromotor o výkonu 600 kW (804 hp) pro plavbu ekonomickou rychlostí. Nejvyšší rychlost dosahuje 21,5 uzlu a ekonomická 12 uzlů.